# Halte de Pontrieux
Halte de Pontrieux – przystanek kolejowy w Pontrieux, w departamencie Côtes-d’Armor, w regionie Bretania, we Francji. Jest zarządzany przez SNCF (budynek dworca) i przez RFF (infrastruktura). Nie należy go mylić z Gare de Pontrieux, położonym w tej samej miejscowości, dalej na północ.
Przystanek jest obsługiwany przez pociągi TER Bretagne.

## Położenie
Znajduje się na linii Guingamp – Paimpol, na km 525,24, na wysokości 21 m n.p.m., pomiędzy stacjami Brélidy - Plouëc i Pontrieux (Gare). Został otwarty w 1897.

## Linie kolejowe
- Guingamp – Paimpol